# Comarca de Vila Real
A comarca de Vila Real é uma comarca integrada na divisão judiciária de Portugal. Tem sede em Vila Real.
A comarca abrange uma área de 4 328 km² e tem como população residente 213 775 habitantes (2011).
Integram a comarca de Vila Real os seguintes municípios:
- Vila Real
- Alijó
- Boticas
- Chaves
- Mesão Frio
- Mondim de Basto
- Montalegre
- Murça
- Peso da Régua
- Ribeira de Pena
- Sabrosa
- Santa Marta de Penaguião
- Valpaços
- Vila Pouca de Aguiar

A comarca de Vila Real integra a área de jurisdição do Tribunal da Relação de Guimarães.